# Битка код Вујеа
Битка код Вујеа (лат. Campus Vogladensis) је битка која се одиграла у пролеће 507. године између визиготских снага краља Алариха II и франачке војске под вођством Хлодовеха I близу Поатјеа у Галији.
Хлодовех I, франачки краљ, и Анастасије I, византијски цар, уговорили су да обојица нападну Готе са две различите стране.
Франци су прешли реку Лоару, а Хлодовех је после битке наводно лично убио Алариха. Након ове битке, Визиготи су били приморани да се повуку у Септиманију, једину територију с оне стране Пиринеја која је још увек остала под њиховом контролом. Успех код Вујеа је обезбедио Францима контролу над југозападним делом данашње Француске, као и освајање Тулуза. Алариков незаконити син Гесаелих је покушао да организује контранапад код Нарбона, међутим, био је свргнут и на крају убијен када су Нарбон освојили Бургунди, франачки савезници. Франци би вероватно напредовали и преко Пиринеја да их није зауставио остроготски краљТеодорик Велики, таст убијеног Алариха.
Франачка Аквитанија, раније повезана са хиспанороманским трговачким рутама и територијама, сада је остала изолована, судећи по одсуству трговачких предмета из 7. и 8. века на археолошким налазиштима. Франачки краљеви су преместили престоницу у Тулуз.
Узроци овог рата су пре свега верске природе. Хлодовех, франачки краљ, који је прихватио ортодоксно хришћанство 496. године, према Гргуру Турском, сам је предложио да ослободи јужну Галију од омражених јеретика, Визигота, који су исповедали аријанско хришћанство. Након успеха у овој бици, византијски цар, Анастасије, прогласио га је конзулом и послао му одговарајуће регалије. Хлодовехов „конзулат“ је затим прослављен у Паризу где су римског конзула његови ратници носили на штиту по улицама града.